# 阿薩克村 (吉蘭省)
阿薩克村（波斯語：اسك），是伊朗吉兰省阿姆拉什县兰库区索馬姆鄉的一个村。2006年人口普查顯示該村人口为25人，分佈在9个家庭中。